# Funningsfjørður
Funningsfjørður er en færøsk bygd på østkysten af øen Eysturoy. Indtil den 1. Januar 2005 hørte Funningsfjørður til Elduvík kommune, som nu er sammenlagt med Runavíkar kommuna.
Funningsfjørður ligger for enden af den lange fjord af samme navn. Fjorden strækker sig i underkanten af ti kilometer fra mundingen til bygden Funningsfjørðuri fjordbunden. Søkabelet for kommunikationen mellem Island og Skotland, FARICE-1, har sit indføringspunkt til Færøerne ved Funningsfjørður. Området nord for bygden er uden bebyggelse og veje. Vejforbindelsen fortsætter sydover til bygden og videre nordover på østsiden til Elduvík. Fjorden har dårlige vindforhold og er derfor ikke egnet som skibshavn. Øst for bygden ligger det 788 m høje Múlatindur.
Den tidligere skole bruges nu som forsamlingshus og har kirkesal.

## Historie
Bygden blev grundlagt som en niðursetubygd af nybyggere fra Elduvík i 1832. De første huse, der blev bygget, lå nede ved fjorden.
Fra 1902 til 1915 var der en hvalfangerstation i nærheden af bygden.

## Hvalfangerstationen
I 1901 købte nordmanden Conrad Evensen den gamle hvalfangerbåd Emma af et firma i Finnmarken i Nordnorge, og grundlagde hvalfangerstationen i Funningsfjørður, også med navnet Emma. Det første år producerede stationen 1160 tønder tran.
Firmaet havde kun én båd fra 1901 til 1909, selvom Emma i 1905 var på hvalfangst fra en station i Island. I 1909 købte selskabet en ny hvalfangstbåd kaldet Funding.
I 1912 udvidede stationen med en benmel-fabrik, og det øgede indtjeningen noget, især fordi Emma var det eneste selskab, der i 1913 og 1915 fiskede "norðanfjørðs" - nord for Skopunarfjorden, hvilket betyder nord for Suðuroy og Sandoy.
1915 var det bedste år for Emma, med 3000 tønder tran og 3000 200 pund benmel. Begyndelsen af Første Verdenskrig betød imidlertid, at der aldrig var aktivitet på stationen igen.
I 1956 blev en af kedeltankene fra stationen taget ned og brugt som fyldstof til anlæggelsen af den daværende brygge i landsbyen.
Den 15. september 2018 blev den sidste væsentlige rest af hvalfangststationen (resterne af en kedel) bortskaffet som led i en international miljøoprydningsbegivenhed. Den færøske afdeling af projektet, "Rudda Føroyar" (Ryd op på Færøerne), stod i spidsen for arrangementet.

## Galleri
- Havnen
- Huse ved havnefronten i oktober
- Funningsfjørður